# حلقي البوتاديين
حلقي البوتاديين هو أصغر ["إن"]-أنولين ([4-]-أنولين), وهو هيدروكربون غير ثابت على الإطلاق وله فترة عمر أقل من 5 ثواني في حالته الحرة. وله الصيغة الكيميائية C4H4 وبناء على شكل مستطيل (أو يمكن أن يكون مربع افتراضيا). وبالرغم من أن له روابط أحادية وروابط ثنائية تساهمية متتالية فإنه لا يتبع قاعدة هوكل.
وتكون طاقة الإلكترونات باي للبيوتادايين الحلقي أعلى من الطاقة الوجودة في شكل السلسلة المفتوحة, 3,1-بيوتادايين, ولذا فإنه يميل أن يكون ضد أروماتي على أن يكون أروماتي. ونتيجة لذلك، فإنه عالى النشاط وله فترة عمر قصيرة للغاية. ولذا فإن البيوتادايين الحلقى يتفاعل جزيئان منه لينتجوا ثنائي الوحدات (dimer) عن طريق تفاعل ديلز ألدر تحت أي ظروف تقريبا، حتى في درجة حرارة -78 C °.
ولقد تم تصنيع البيوتادايين الحلقي في عام 1965 بعد عدة محاولات عن طريق رولاند بيتيت من جامعة تكساس, ولم يستطيع فصله. البيوتادايين الحلقي يمكنم ان ينتج من مركبات البيوتادايين الحلقي الفلزية, فمثلا, C4H4Fe(CO)3 مع نيترات أمونيوم سيريوم(4). وهذا المعقد حديد بيوتادايين تراي كربونيل تم تحضيره من Fe4(CO)9 مع سيس-داي كلورو سيكلو بيوتادايين1.